# Lysander Spooner

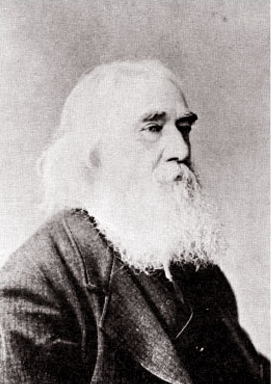
Lysander Spooner

Lysander Spooner (Athol, 19 januari 1808 – Boston, 14 mei 1887) was een Amerikaans vertolker van het individualistisch anarchisme in de 19e eeuw, en abolitionist.

## Leven
Spooner werd geboren in het plaatsje Athol, in de Amerikaanse staat Massachusetts. Bij de advocaat John Davis in Worcester werd hij vanaf 1833 geschoold in de rechten. Maar toen Spooner in 1836 zijn eigen kantoor wilde openen trad hij daarmee buiten de wetten van Massachusetts, die vereiste dat iemand zonder universitaire opleiding minstens vijf jaar bij een advocaat moesten meelopen. Nog datzelfde jaar werd deze bepaling afgeschaft door de wetgevers in Massachusetts. 
Spooners carrière als advocaat was toch slechts van korte duur, en in 1840 besloot hij terug te keren naar de familieboerderij in Athol. Daar begon hij in 1844 een postbedrijf American Letter Mail Company dat direct concurreerde met de USPS. De Amerikaanse overheid zag echter niets in een concurrent, en bracht dan ook een rechtszaak tegen Spooners bedrijf, een rechtszaak die het bedrijf van Spooner uiteindelijk tot faillissement bracht, zonder een gerechtelijke uitspraak.
In 1846 bracht Spooner zijn boek The Unconstitutionality of Slavery uit wat daarna in 1848 zou dienen als officieel partijprogramma van de Vrijheidspartij van  Frederick Douglass.
Na de Amerikaanse Burgeroorlog zou Spooner echter zijn bekendste boek schrijven, No Treason. In dit boek opperde Spooner dat de Amerikaanse Grondwet een 'sociaal contract' was dat geschonden was in de burgeroorlog, en daarom geen betekenis meer had. Hij ging ook in op het vermeend landverraad van de Confederalisten, en verdedigde daarbij de soldaten van de Zuidelijke staten.
Spooner is later van belangrijke betekenis geweest voor de ontwikkeling van het Amerikaans libertarisme, waaronder die van anarcho-kapitalist Murray Rothbard.